# Patates braves
Les patates braves o creïlles braves són una de les tapes més comunes a Espanya. Normalment no es prenen com a plat fort, sinó que es mengen com aperitiu.
Socialment són motiu de trobada entre amics a cerveseries o llocs de tapes. És per això que es prenen acompanyades d'una cervesa o canya en un ambient informal.
El seu nom es deu a la salsa picant que acompanya les patates fregides. Aquesta salsa està elaborada bàsicament amb un sofregit de tomaca, tabasco i de vegades maionesa, tot i que s'hi poden afegir d'altres ingredients com pebre o d'altres espècies. A Catalunya, les Illes Balears i el País Valencià, de vegades se serveixen amb salsa brava i salsa allioli, encara que normalment es tracta de dues tapes diferents.
L'origen d'aquest plat se situa pels volts de la dècada del 1950, o la del 1960, a Madrid, i diversos bars, ja desapareguts, es disputen l'invent, Casa Pellico, La Casona, o Vinícola Aurora.